# 女性スペースを守る会
女性スペースを守る会（じょせいすぺーすをまもるかい）とは、男性器がある未手術トランス女性による女性トイレや女湯、女性専用車両などの「女性スペース」の利用、男女同数にする際に利用される「女性枠」の使用、女性スポーツ選手権への参加など、「トランスジェンダリズム(性自認至上主義)」や「セルフID」に反対し、国会などにおけるLGBT法案の「性自認」記載に対しても、十分で慎重な議論を求める民間団体。なお、会のウェブサイトには、性別適合手術済みの人に対する差別的なコメントの放置などがあり、性別適合手術済みのトランス女性も排除、差別の対象とされている。

## 来歴
2022年5月17日には他の性的少数者団体や女性団体と共に、「性自認」という文言がある法令制定の動きに対し、「性自認」の保護を盛り込んだ法律を制定した海外の国で、女性と自認する身体男性が女性スポーツ大会で記録を更新したり、女性用トイレや女子更衣室の使用が問題となった事例を紹介するなど、当事者である性的少数者や女性の反対意見を伝えるために国会内で集会を開催し、自民党の国会議員も参加した。また、賛同人には宗教右派の旧統一協会系のフロント組織「天宙平和連合」の元職員である小林貴虎（自民党，三重県議会議員）も含まれている。
女性スペースを守る会など4団体は「法令に『性自認』を導入すると、女性トイレが危うくなり、女性スポーツが崩壊し、女性の権利法益が大きく失われる」と主張している。
女性スペースを守る会の賛同者である弁護士の滝本太郎は、2021年11月25日に参議院会館で開かれた同会および友好団体の会見に「防波堤役」として同席した。この会見では「身体が男性のままのトランス女性により、女性スペースが脅かされる」とする共同声明が出された。共同声明に加わった団体の1つ「日本SRGM連盟」の日野智貴代表は、旧統一協会系世界日報のライターである。また滝本は右派系雑誌の月刊WILLの2023年1月号に寄稿し、日本メディアの多数派がLGBT法連合会が作成した「LGBTQ報道ガイドライン」に従い、「差別だ」などと批判されることを危惧し、自身や会を取材しても一切報道しないことを批判している。
2021年10月7日付けで、WDI（Women's Declaration International）に入会したと公式に発表している。

## 裁判
2022年9月、女性スペースを守る会を「悪質トランス差別団体」だとSNSで指摘した男性に対し、会は横浜地裁に損害賠償請求訴訟を提起した。2024年7月、横浜地裁は男性の投稿は「公益を図る」ためのものであり、投稿内容は「意見ないし論評の域を逸脱するものとはいえない」とし、会の慰謝料請求を棄却した。
この裁判において、女性スペースを守る会は、レインボーカラーのピンバッジやネックレスなど、LGBTQなど性的少数者を象徴するグッズが傍聴する女性らへの心理的圧迫になるとして、法廷内への持ち込みを禁止するよう裁判所に求めた。これを受けて、2024年4月の口頭弁論では、横浜地裁の職員が傍聴人に対し、身に着けていたレインボーカラーのアクセサリーを外すよう指示した。傍聴規則では裁判長らの判断に基づき所持品制限が認められており、地裁総務課は「裁判体の指示による」と説明している。